# Vespersaurus
Vespersaurus paranaensis
Genre
Espèce
Vespersaurus est un  genre fossile de dinosaures théropodes de la famille des Noasauridae ayant vécu il y a environ 90 millions d'années au Crétacé supérieur ou inférieur, découvert dans la formation géologique de Rio Paraná, dans le bassin de Paraná, au Brésil. L'espèce type, et unique espèce décrite à ce jour, est Vespersaurus paranaensis.

## Description
Cet animal prédateur, mesurant 1 à 1,50 m de long et pesant environ 11 kg, vivait dans l'ancien désert de Botucatu. À l'inverse de la plupart des théropodes, marchant sur trois doigts, Vespersaurus se caractérise par sa monodactylie fonctionnelle, décrite pour la premiere fois chez les archosauriens, marchant avec le poids du corps reposant sur le doigt du milieu uniquement (soit le doigt III). Celui-ci est particulièrement développé , à l'instar des équidés actuels. Les métatarses des doigts I et IV sont comprimés latéralement. Cette découverte fait écho à la découverte dans les mêmes terrains de traces de pas à un seul doigt, qui n'avaient alors pu être attribuées à aucune espèce particulière. Il est le premier dinosaure découvert dans le bassin de Paraná, et le fossile de dinosaure le plus complet et mieux préservé trouvé au Brésil.

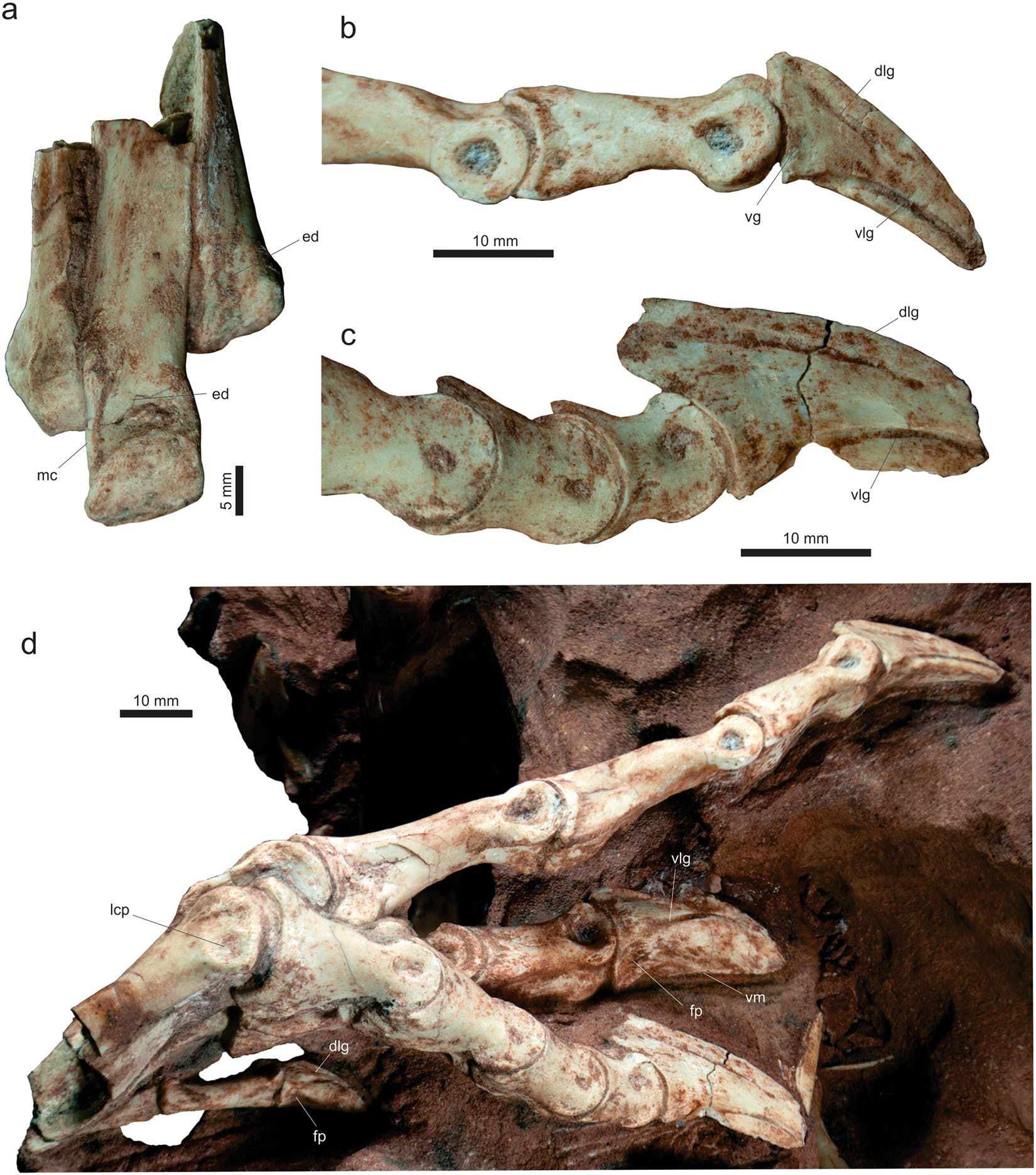
Patte arrière fossilisée de Vespersaurus paranaensis.

## Age
L'âge de la formation de Paraná, et donc de Vespersaurus, est débattu. Un âge Aptien/Albien (fin du Crétacé inférieur) a été proposé du fait de la présence de ptérosaures Tapejaridae. D'autres études ont proposé un âge plus jeune, identique à celui de la formation Adamantina, datant du (Coniacien ou du Campanien, au Crétacé supérieur).

## Classification phylogénétique
Position phylogénétique de Vespersaurus au sein des Noasauridae:
|  | Abelisauridae                                                |
|  |                                                              |
|  | \| \| Limusaurus \| \| \| \| \| \| Elaphrosaurus \| \| \| \| |
|  |                                                              |
|  | Limusaurus                                                   |
|  |                                                              |
|  | Elaphrosaurus                                                |
|  |                                                              |

|  | Limusaurus    |
|  |               |
|  | Elaphrosaurus |
|  |               |

|  | Masiakasaurus                                                 |
|  |                                                               |
|  | \| \| Vespersaurus \| \| \| \| \| \| Velocisaurus \| \| \| \| |
|  |                                                               |
|  | Vespersaurus                                                  |
|  |                                                               |
|  | Velocisaurus                                                  |
|  |                                                               |

|  | Vespersaurus |
|  |              |
|  | Velocisaurus |
|  |              |

|  | Abelisauridae                                                |
|  |                                                              |
|  | \| \| Limusaurus \| \| \| \| \| \| Elaphrosaurus \| \| \| \| |
|  |                                                              |
|  | Limusaurus                                                   |
|  |                                                              |
|  | Elaphrosaurus                                                |
|  |                                                              |

|  | Limusaurus    |
|  |               |
|  | Elaphrosaurus |
|  |               |

|  | Masiakasaurus                                                 |
|  |                                                               |
|  | \| \| Vespersaurus \| \| \| \| \| \| Velocisaurus \| \| \| \| |
|  |                                                               |
|  | Vespersaurus                                                  |
|  |                                                               |
|  | Velocisaurus                                                  |
|  |                                                               |

|  | Vespersaurus |
|  |              |
|  | Velocisaurus |
|  |              |